# Reisen im Skriptorium
Reisen im Skriptorium (engl.: Travels in the Scriptorium) ist ein Roman von Paul Auster aus dem Jahr 2006.

## Handlung
Ein alter Mann sitzt in einem leeren Zimmer. Er (und mit ihm der Leser) weiß nicht, wo er sich befindet, noch wie er dorthin gekommen ist. Auch weiß er nicht, dass er überwacht wird. Der Mann wird fortan als Mr. Blank bezeichnet. Es wird nicht klar, ob es sich um ein Gefängnis, Sanatorium oder die Unterkunft des Mannes handelt.
Auf seinem Schreibtisch findet er ein Typoskript von einem Autor namens John Trause (ein Anagramm von Auster), das er zu lesen beginnt: Es handelt sich um den Bericht eines Gefangenen in der Garnisonsstadt Ultima, der offenbar zum Tode verurteilt wurde. Hier beginnt der Abschnitt des Buches im Buch. Mittendrin jedoch bricht die Erzählung ab und Blank erhält die Aufforderung, sie fortzuführen. Ein Stapel Fotos, die er entdeckt, kommen ihm irgendwie bekannt vor, doch er kann sich nicht recht erinnern. Er erhält Besuch von Personen, die ihm ebenfalls bekannt erscheinen, und die ihn anklagen, er habe sie vormals auf eine gefährliche Mission geschickt.
Mr. Blank entpuppt sich als weiteres Alter Ego des Schriftstellers Paul Auster, der sich diesmal nicht auf einzelne Werke oder Figuren bezieht, sondern sein gesamtes Personal heranzieht. Unter anderen treten folgende Figuren aus seinen Büchern auf: Marco Fogg (aus Mond über Manhattan), Anna Blume (aus Im Land der Letzten Dinge), Benjamin Sachs (aus Leviathan), David Zimmer (aus Das Buch der Illusionen), Peter Stillman (aus Stadt aus Glas), Walt Rawley (aus Mr. Vertigo), Fanshawe (aus Hinter verschlossenen Türen), John Trause (aus Nacht des Orakels). Auch findet hier erneut das Buch-im-Buch-Prinzip Anwendung, indem Auster am Ende offenbart, bei dem beschriebenen Typoskript handele es sich um das Buch selbst: Blank liest die Eingangszeilen von Reisen im Skriptorium, das Ende mündet in den Anfang.

## Beziehungen zu anderen Werken
Austers Selbstreferenz in Reisen im Skriptorium und die labyrinthische Struktur aus Bezügen und Fiktionen setzen eine Mindestkenntnis von Austers Büchern voraus. Ein Neuleser dürfte sich in dieser austeresken Welt nur schwer zurechtfinden. Kommerziell war dem Buch in den USA kein großer Erfolg beschieden. Literarische Anklänge deuten Kafka, Beckett, Thoreau, O’Brien, Borges und die französische Oulipo an, es bleibt jedoch bei der Andeutung. Neben den auftretenden Personen lässt auch der Name des Protagonisten Mr. Blank an ein früheres Buch denken: Schlagschatten, in dem die handelnden Personen alle nach Farben benannt sind (ein Kunstgriff, der an Samuel Becketts Absurdes Theater erinnert). In einem Interview hat Auster angedeutet, alle seine Geschichten seien Teile einer größeren Landkarte. Diese Erzählung könnte als Versuch gewertet werden, die verschiedenen Mosaiksteine aneinanderzufügen. Eben als imaginäre Reise im Schreibzimmer. Der Autor veranstaltet ein Familientreffen mit sich selbst. Bei vielen der Figuren handelt es sich um Alter Egos von Paul Auster. Andere wieder sind Personen des direkten Umfelds nachempfunden, etwa seinen Ehefrauen und Kindern. Auch Mr. Blank kann als Selbstporträt des Schriftstellers als alter Mann gelesen werden. Der Autor wird von seinen Geschöpfen heimgesucht, kann sich aber weder an sie noch an sich selbst wirklich erinnern. Blank steht hierbei für die leere Seite, den Wandel von Schöpfung in Amnesie, möglicherweise auch für Austers Angst vor dem Sprachverlust.
In Georges Perecs Buch Das Leben. Gebrauchsanweisung, von Auster 1987 rezensiert, gibt es den exzentrischen Millionär Bartlebooth, der zehn Jahre lang Aquarellieren lernt, daraufhin zwanzig Jahre lang malend die Welt bereist und anschließend die in Puzzle umgewandelten Aquarelle wieder zusammenfügt. Um schließlich die Blätter chemisch dergestalt behandeln zu lassen, dass nur das leere bzw. blanke Papier übrigbleibt. Austers Reisen im eigenen Schreibzimmer können als Versuch gelesen werden, einen Ort jenseits der eigenen Fiktionen zu schauen.

## Rezeption
„Hier wird keine richtige Geschichte erzählt, die mit Stoff gefüttert wurde, einen Anfang, eine Mitte, ein Ende und eine Bedeutung hat. Wieder einmal hat Auster eine literarische Fingerübung aus dem Ärmel gezaubert […].“

„Es gelingt ihm [Paul Auster], die „Reisen im Skriptorium“ in der Schwebe zu halten zwischen dem pathetischen Selbstporträt eines alternden Schriftstellers und einem amüsanten Spiel mit Versatzstücken des eigenen Werkes.“

„Der ideale Leser dieses Romans muss ein Fan des Autors sein.“

## Ausgaben
- Travels in the Scriptorium Faber and Faber, London 2006, ISBN 0-571-23255-8
  - Übersetzung: Reisen im Skriptorium. Dt. von Werner Schmitz. Rowohlt, Reinbek 2007. ISBN 978-3-498-00074-5